# Claudio Ceccotti
Claudio Ceccotti (* 10. September 1983 in Hannover) ist ein ehemaliger deutscher Basketballspieler italienischer Abstammung.

## Leben
Ceccotti wurde als Sohn eines italienischen Vaters in Hannover geboren, wuchs in Rom auf, wohnte dann in Kiel und Hamburg. Der 2,03 Meter große Flügelspieler wurde in der Saison 2001/02 mit dem BC Hamburg Meister der 2. Bundesliga Nord, da dem Verein aber anschließend weder eine Lizenz für die 1. und die 2. Bundesliga gewährt wurde, trat Ceccotti in der Saison 2002/03 mit den Hamburgern in der Regionalliga an. 2003 wechselte er zu den Bremen Roosters in die zweite Liga, 2004/05 stand er wieder im Kader des BC Hamburg in der Regionalliga, um zum Spieljahr 2005/06 abermals nach Bremen zu wechseln. Im Laufe der Saison 2005/06 erzielte Ceccotti gute 12,5 Punkte pro Begegnung für Bremen, innerhalb der 2. Bundesliga wechselte er zum BV Chemnitz 99. Er spielte bis zum Ende der Saison 2006/07 für die Sachsen.
Im Januar 2008 wurde er vom ETB Essen (2. Bundesliga ProB) verpflichtet. In der Sommerpause 2008 schloss er sich abermals Chemnitz (2. Bundesliga ProA) an.
Von 2009 bis 2011 spielte Ceccotti beim Nürnberger BC in der 2. Bundesliga ProB. In seiner Nürnberger Zeit schloss er sein Hochschulstudium der Betriebswirtschaftslehre ab. In der Saison 2012/13 spielte er zeitweilig für den österreichischen Zweitligisten Dornbirn Lions und kehrte vor dem Spieljahr 2014/15 nach dem Abschluss seines Masterstudiums an der Universität Liechtenstein in Vaduz, wo er die Basketball-Hochschulmannschaft trainierte, nach Dornbirn zurück. Für die Vorarlberger bestritt er in der Spielzeit 2014/15 zwölf Partien in der 2. Bundesliga und erzielte im Schnitt 13,3 Punkte pro Begegnung.